# Psalm 48
Der 48. Psalm ist ein Psalm der „Söhne Korach“ und damit einer der Korachpsalme. Er gehört zu den so genannten Zionsliedern und steht im 2. Buch des Psalters. Die unterschiedlichen Begriffe und Variationen von Zion sind:
- Stadt unseres Gottes (עִיר אֱלֹהֵינוּ) – V. 2
- Berg seiner Heiligkeit (הַר־קָדְשׁוֹ) – V. 2
- Berg Zion (הַר־צִיּוֹן) – V. 3
- Stadt des großen Königs (קִרְיַת מֶלֶךְ רָב) – V. 3
- Stadt Adonais Zebaoth (עִיר־יְהוָה צְבָאוֹת) – V. 9
- Stadt unseres Gottes (עִיר אֱלֹהֵינוּ) – V. 12

Ein klassischer Cantus firmus der Zionstheologie findet sich in V. 9: Gott erhält sie (die Stadt Zion) für immer –  אֱלֹהִים יְכוֹנְנֶהָ עַד־עוֹלָם

## Einteilung
Nach Charles Haddon Spurgeon kann man den Psalm folgendermaßen einteilen:
- V. 1: Zweck und Autor
- V. 2–4: Lob für den Herrn und die seinem Dienst geweihte Stadt.
- V. 5–9: Beschreibung der über die Feinde Zions gekommene Verwirrung.
- V. 10–12: Gott allein soll dafür gepriesen werden.
- V. 13–15: Beschreibung der Herrlichkeit Zions und das Bekenntnis, dass der Herr ewiglich seines Volkes Gott sein soll.

## Umstände
C. H. Spurgeon hält es für sehr wahrscheinlich, dass der Psalm sich auf die Regierungszeit Josaphats bezieht. Damals wirkte Gott eine Niederlage unter den Ammonitern und Moabitern (2 Chr 20 ). Auch die Erwähnung der Tarsisschiffe, die zerbrechen, passt auf die Zeit Josaphats (1 Kön 22,49 ).

## Inhalt
Der Psalm beginnt mit einem Lob für den Herrn und einer Beschreibung Jerusalems, speziell des Tempels. Von dort aus regiert der Herr als König und schenkt den Bewohnern Jerusalems Sicherheit. Nun beschreiben die Söhne Korachs einen Vorfall, an dem Könige miteinander gegen Jerusalem herangezogen waren – aber ängstlich flohen. Doch dieser König der Könige vertreibt nicht nur Könige, sondern zerbricht auch Tarsisschiffe durch einen Sturm.
Sind tatsächlich Josaphats Tarsisschiffe gemeint, soll dieser Vers zeigen, dass Gott die seinen nach außen vor Feinden schützt, sie aber selber auch erzieht (vgl. 2 Chr 20,36–37 ).
In Vers 9 beschreiben die Dichter, dass sie nicht nur von der Größe Gottes gehört haben, sondern sie auch erlebt haben. Aus diesem Grund loben sie Gott im Tempel und ihn Jerusalem. Er soll für immer ihr Gott sein.

## Vertonungen (Auswahl)
- Heinrich Schütz: Groß ist der Herr und hoch gepreist, SWV 145
- Edward Elgar: Great is the Lord, op. 67